# Río Esgueva
El río Esgueva es un río que nace al pie de Peña Cervera, en las estribaciones de la sierra de la Demanda, Cordillera Ibérica, cerca del Monasterio de Santo Domingo de Silos, en la provincia de Burgos (Castilla y León, España). Según unos en el término municipal de Espinosa de Cervera y según otros en Briongos de Cervera, o mejor en los dos, para unirse en seguida en un único curso. Afluente del río Pisuerga, se une a él en la ciudad de Valladolid. El río da nombre al valle por donde discurre, «Valle del Esgueva» que es una subcomarca de la comarca Ribera del Duero.

## Localidades por las que discurre
En su recorrido, atraviesa términos municipales de localidades de tres provincias:
En la Provincia de Burgos
- Briongos de Cervera.
- Espinosa de Cervera.
- Valdeande.
- Santa María del Mercadillo.
- Pinilla Trasmonte, dos puentes del siglo XVI de piedra sillar y cuatro ojos cada uno.[1] Sus nombres son Bajero y Encimero.[3]
- Bahabón de Esgueva, con un puente de seis arcos por donde pasaba la calzada hacia la Corte.[1]
- Santibáñez de Esgueva, con dos puentes de tres y dos arcos.[1]
- Cabañes de Esgueva, con dos puentes que ya en el siglo XIX estaban en mal estado[1]
- Pinillos de Esgueva.
- Terradillos de Esgueva.
- Villatuelda, con su puente «romano» de varios ojos.
- Torresandino.
- Villovela de Esgueva.
- Tórtoles de Esgueva, con dos puentes de un ojo cada uno.[1]

Varios municipios burgaleses regados por el río Esgueva pertenecen a la Denominación de Origen Ribera del Duero: Terradillos de Esgueva, Villatuelda, Valdeande y Tórtoles de Esgueva.
En la Provincia de Palencia
- Castrillo de Don Juan.

En la Provincia de Valladolid

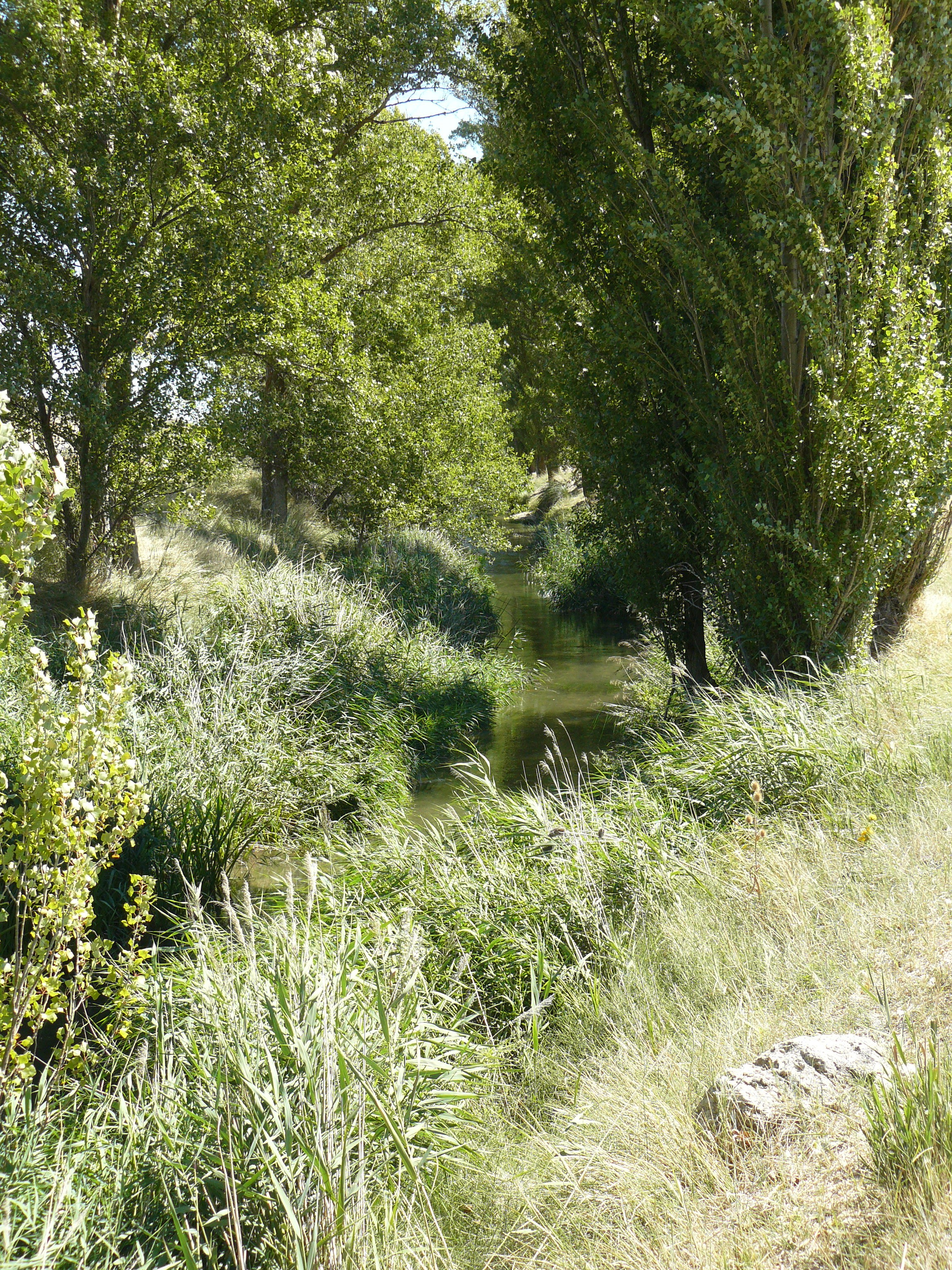
Río Esgueva a su paso por Villaco

- Encinas de Esgueva, que tuvo molinos harineros.[4]
- Canillas de Esgueva.
- Fombellida.
- Torre de Esgueva, que tuvo molinos harineros.[4]
- Castroverde de Cerrato.
- Villaco de Esgueva, que tuvo molinos harineros.[4]
- Amusquillo.
- Villafuerte de Esgueva.
- Esguevillas de Esgueva, que tuvo molinos harineros.[4]
- Piña de Esgueva.
- Villanueva de los Infantes, tuvo un molino harinero junto al río.[5]
- Olmos de Esgueva, con un puente de tres ojos. Se conserva el edificio del molino llamado Salero. Hay dos calles dedicadas a esta edificación, una se llama Molino y la otra Salero.[5]
- Villarmentero de Esgueva, que tiene un puente donde finaliza el primer tramo del Sendero Verde del Esgueva.[6]
- Castronuevo de Esgueva, con su puente «romano» muy deteriorado. Junto al río discurre el Sendero Verde que viene desde Valladolid.[7]
- Renedo de Esgueva.
- Valladolid capital cuyos ramales tuvieron una serie de puentes que permitían el tráfico a sus habitantes.

### Afluentes
Tiene un solo afluente que es el río Henar llamado también Mataviejas que nace en Cilleruelo de Arriba, Burgos (monte Cobos). Pasa por las localidades de Cilleruelo de Arriba, Pineda Trasmonte, Granja Guímara (Fontioso), Cilleruelo de Abajo, desembocando en el Esgueva a la altura de Torresandino. Tiene cerca de 25 km de longitud.

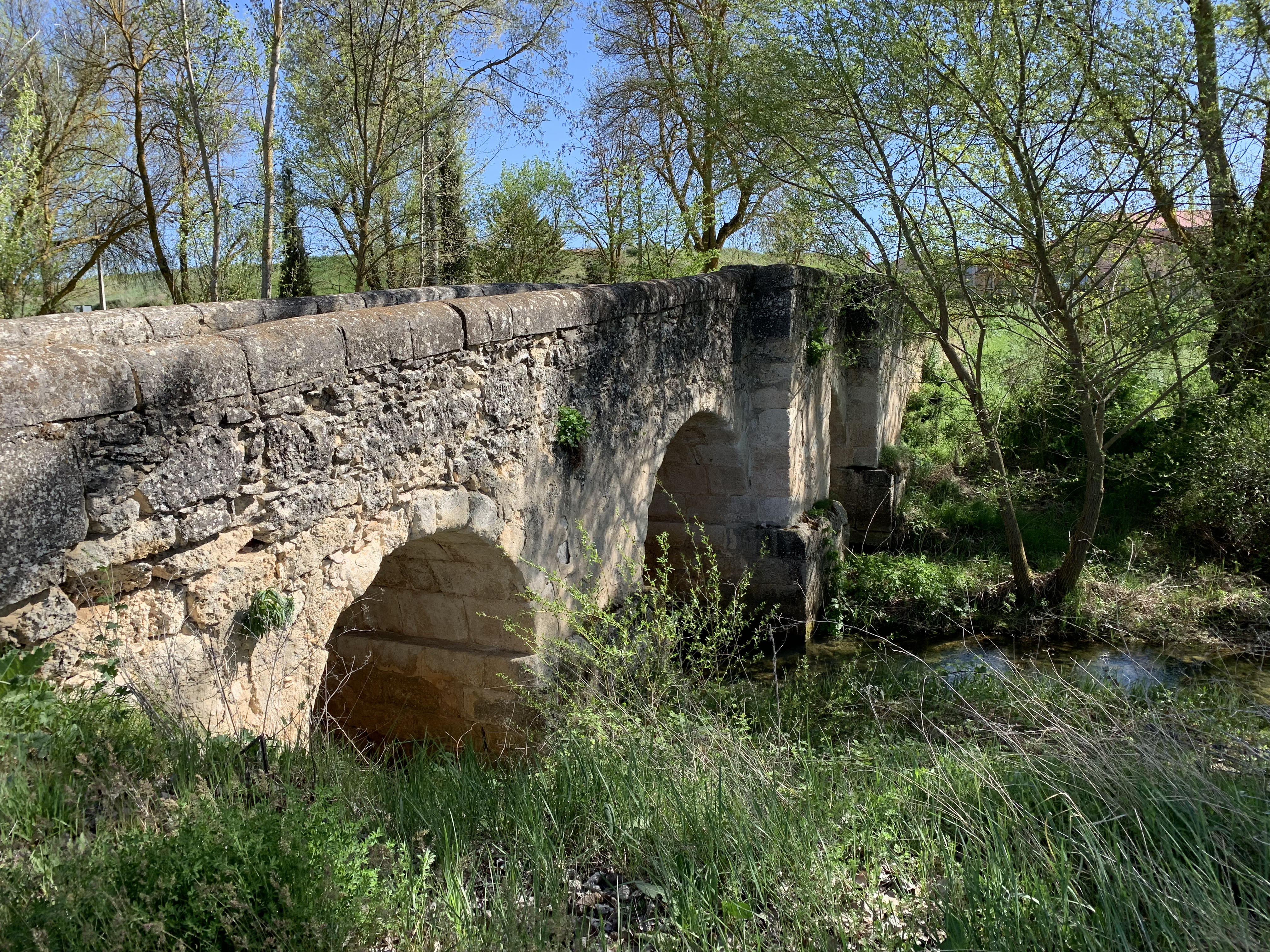
Puente en Pinilla Trasmonte

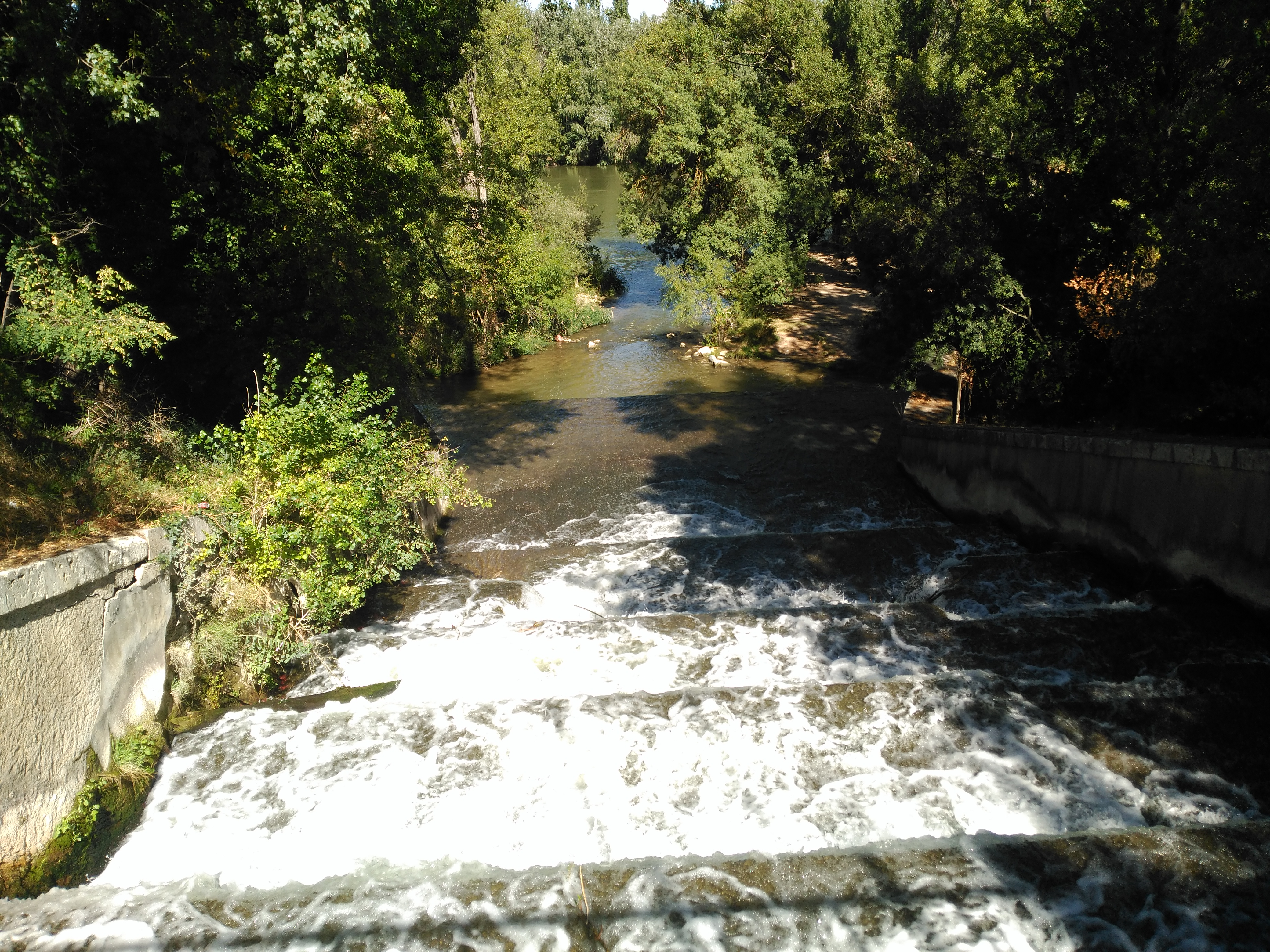
Vista de la cascada que conforma la desembocadura del río en Valladolid, donde se une al Pisuerga.

## Historia
Según cuenta Pascual Madoz en su libro Diccionario Geográfico-Estadístico-Histórico de España desde el nacimiento se iban agregando a su curso varios manantiales; se consideraban los más importantes el de Santa María y el de Pradonal. En el siglo XIX el río daba impulso a trece molinos y tenía varios puentes en distintas localidades: dos en Pinilla de cuatro arcos cada uno y construidos con piedra sillar; uno en Bahabón de seis arcos. Por allí pasaba la calzada hacia la Corte; dos en Santibáñez de tres y dos ojos; dos en Cabañes; dos en Torresandino, uno de cinco y otro de dos ojos; dos en Tórtoles de un ojo cada uno.
Debido a la mala fama que tenía este río a causa de las numerosas inundaciones que desarrollaba a lo largo de su curso y la mala propaganda hecha por los escritores del siglo de Oro hubo decisión unánime de reunirse en marzo de 1844 los alcaldes y propietarios con intereses en las tierras maltrechas del valle para tratar del encauzamiento y limpieza del río y para terminar de una vez con las inundaciones, enfermedades, cosechas malogradas y aguas estancadas y contaminadas. La reunión fue en Esguevillas de Esgueva y acudió Miguel de las Moras, natural de Castronuevo de Esgueva, en calidad de presidente de la Diputación. El resultado fue bastante satisfactorio pues se encauzó el río, se construyeron los puentes necesarios, se renovaron los caminos, se construyeron casas consistoriales y también casas camineras como vivienda de los peones camineros encargados del mantenimiento de los caminos y orillas del río.
También en la propia ciudad de Valladolid que el río atravesaba con dos ramales hasta llegar a su desembocadura en el Pisuerga, el Esgueva ocasionó bastantes desastres con sus frecuentes inundaciones. Pero en este caso no se trataba solo de tierras y fincas sino de casas y calles. Por otra parte este curso de agua servía a los vallisoletanos a modo de alcantarilla a cielo raso cosa que proporcionó no solo incomodidades sino insalubridad pública que se convirtió en un foco de infección que ayudó a la propagación del cólera en forma de epidemia. La Junta de Sanidad se hizo cargo de estos graves problemas de inundaciones e insalubridad y junto con la corporación municipal se comenzó una serie de estudios y proyectos para mejorar los ramales del río. 
El soterramiento comenzó hacia 1850 y las obras se terminaron en 1910.
Años más tarde, en la década de 1990 el cauce norte experimentó una nueva remodelación; en el siglo XXI está perfectamente asentado y saneado y limitado por unas cuidadas orillas llamadas Paseo del Cauce con buena vegetación y arbolado. Recorre los barrios de España y Rondilla y desemboca de forma escalonada a través de un paraje conocido desde antiguo como Linares.

## El Esgueva en la ciudad de Valladolid

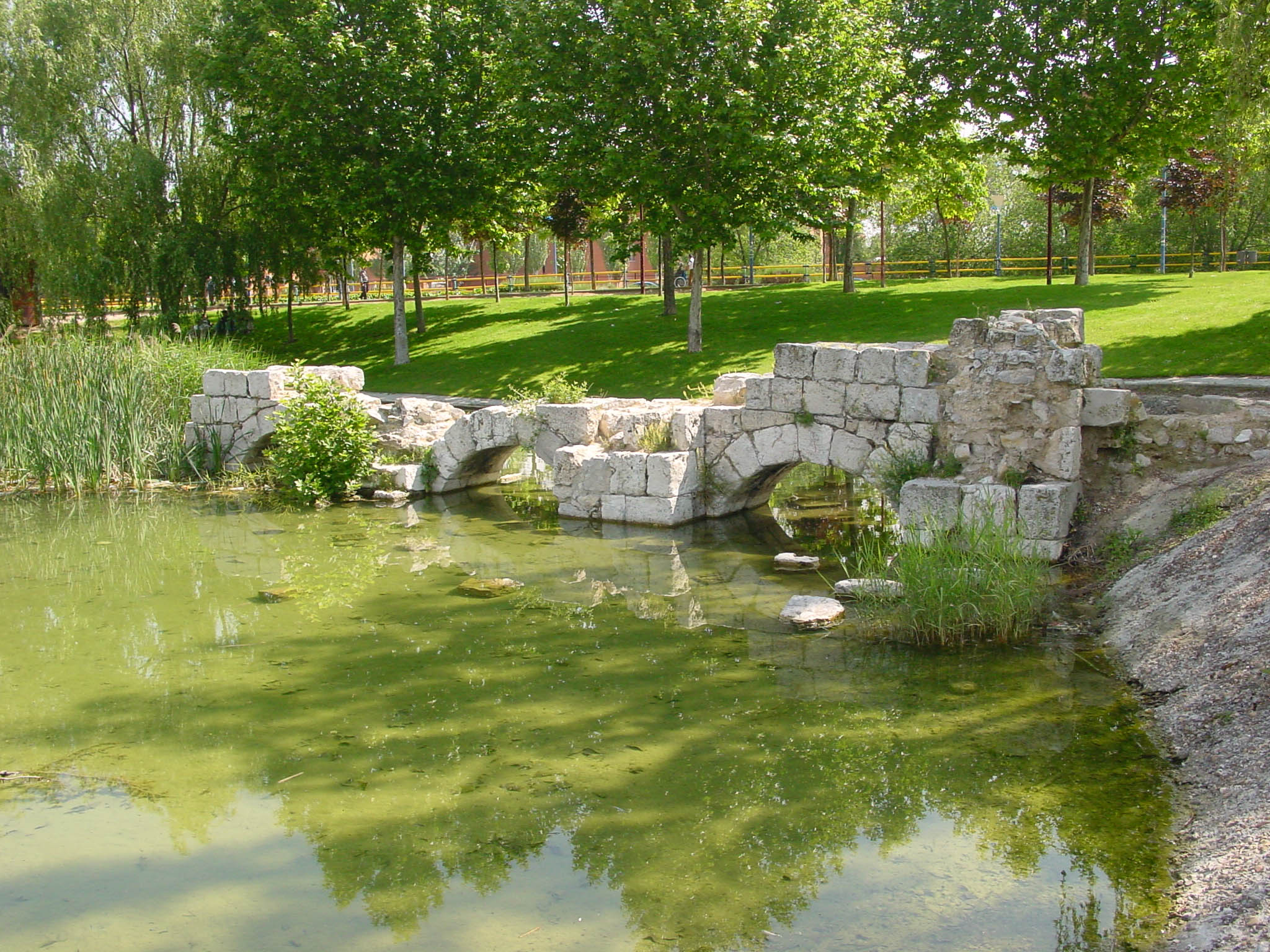
Vestigios del puente de la Reina en el Prado de la Magdalena

Después de regar el último lugar (el núcleo de población de Renedo), el río entraba en la ciudad por el pasaje conocido como Prado de la Magdalena y en lo que más tarde fue Puente de la Reina se dividía en dos brazos o ramales cada uno de los cuales discurría de este a oeste hasta llegar a su encuentro con el río Pisuerga. Pero no solo existían estos dos ramales sino que diversos riachuelos o pequeños cursos de agua que afloraban del subsuelo alimentaban constantemente los cauces. El ramal norte o interior seguía el curso de lo que después fueron las calles del Paraíso, Parras, Solanilla, Magaña, plaza de Portugalete, plaza de la Libertad, calle de Ebanistería, plaza del Val, plaza de Poniente desde donde se dirigía a la confluencia con el Pisuerga. El ramal sur o Esgueva exterior entraba en la  población por el lugar llamado Los Vadillos, llamado así porque no había necesidad de puente para pasar de una orilla otra sino que se vadeaba perfectamente, y recorría lo que luego fueron las calles de Santa Lucía, San Bartolomé, Don Pedro de la Gasca y Panaderos para seguir por Miguel Íscar, cruzar Santiago y desaguar en el Pisuerga por el lugar llamado el Cubo cercano a Tenerías hacia el norte y a una distancia de unos 350 metros de la desembocadura del ramal norte.

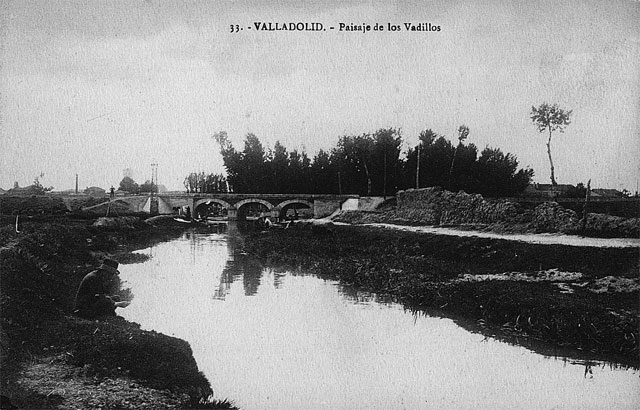
Foto antigua de la zona de los Vadillos origen del barrio del mismo nombre

Durante siglos Valladolid fue una villa entre ríos y sus habitantes poseían grandes extensiones de huertas que regaban las dos Esguevas, a las que se sumaban las que estaban en las orillas del Pisuerga. La población fue creciendo y los dos ramales además de proporcionar agua para el regadío se convirtieron en el lecho de una gran alcantarilla a cielo abierto que recogía los desechos e inmundicias de los ciudadanos. Se construyeron además en sus orillas una serie de molinos y otros artefactos que también aprovechaban el curso del agua y contaminaban. El cauce era poco profundo y de caudal escaso e irregular incapaz de arrastrar las inmundicias que recibía de las alcantarillas mal diseñadas de la ciudad. Los males mayores venían cuando el río –sobre todo el ramal norte– se desbordaba porque el volumen de agua que recorría las calles iba acompañado de una suciedad insana. Cualquier irregularidad estimulaba la inundación. Contra estos males las soluciones que se pensaron fueron, controlar el dique del puente de la Reina con unas compuertas que desviaran las aguas o bien hacia el interior o bien hacia el ramal sur, según conviniera; hacer una limpieza periódica del cauce y de los puentes y evitar el represamiento de uso y beneficio particular; construir pretiles.

## SigloXVIII

### Recorrido de los dos ramales y sus puentes
En el siglo XVIII seguían existiendo los dos ramales, el norte o interior y el sur o exterior. La población había crecido tanto por el norte como por el sur a lo largo de ambas orillas; el ciudadano podía acceder a ambos lados atravesando cualquiera de los veinte puentes construidos y repartidos en los dos ramales.

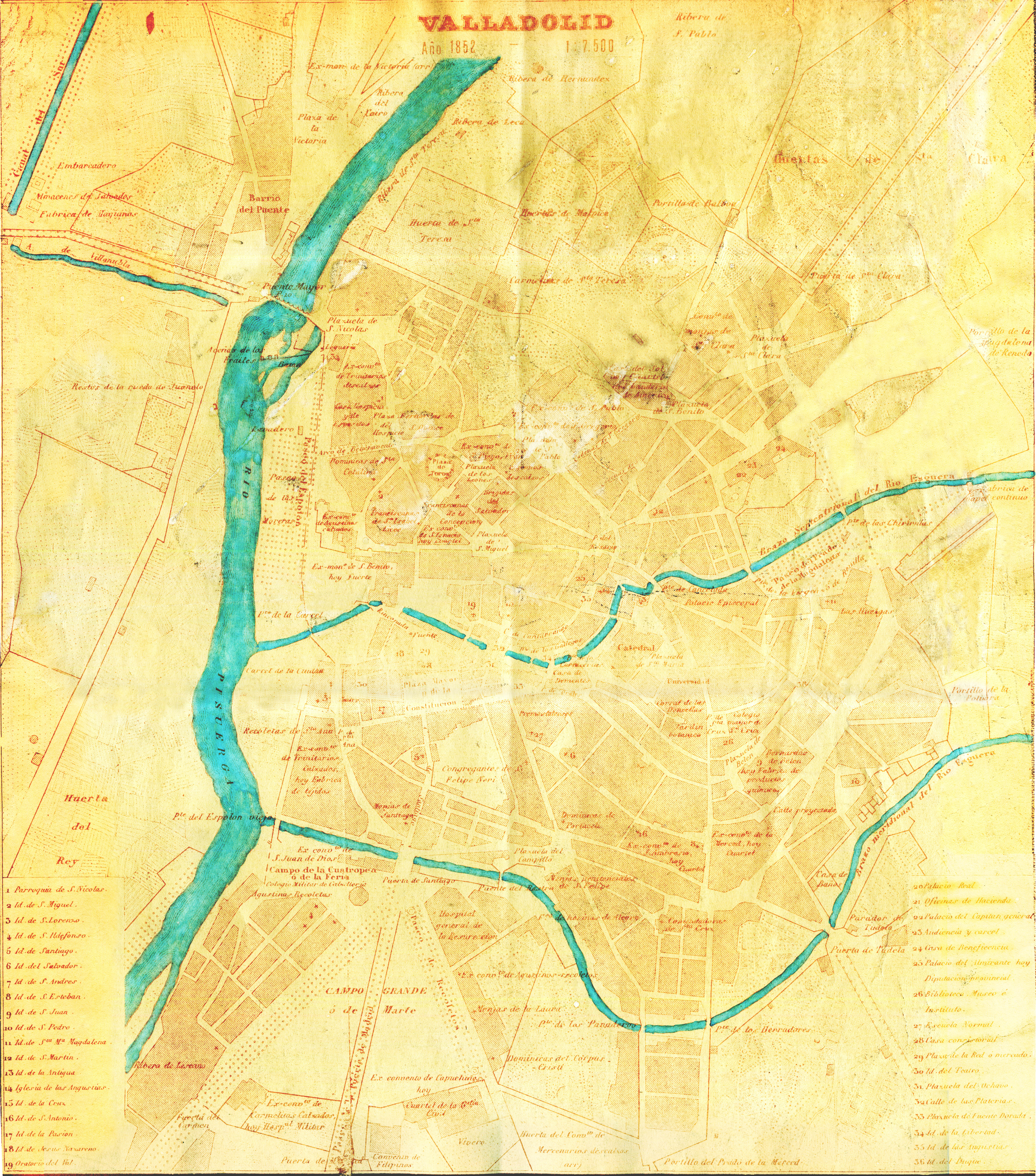
Plano de Valladolid de 1852. Coloreados los dos ramales del Esgueva y el Pisuerga

El ramal norte empezaba en el puente de la Reina, aquel que mandó construir el emperador Carlos en fábrica de cantería. Se llamó en origen Puente del Emperador y todavía se daba este nombre en el siglo XVII tal y como puede verse en los libros de acuerdos del Ayuntamiento. Fue el puente regulador del caudal, cuya misión era muy importante, razón por la cual constantemente era objeto de reparaciones y limpieza mediante el cuidado de su pretil, su tajamar y sus arcos. El siguiente puente tenía dos nombres: Chirimías y 'puentecillo largo de la Magdalena'; este apodo se debía a su extensión que llegaba hasta la iglesia parroquial de San Pedro junto a las tapias del marqués de Camarasa. 
El Esgueva salía del Prado de la Magdalena por el puente de las Vírgenes llamado también del marqués de Revilla y llegaba por lo que fue después calle del Paraíso bajo el puente de la Solana y el puente de la Cancelada –o puente de las Parras o puente de Esgueva, que de las tres formas se llamaba–. El río seguía por detrás de la Antigua donde encontraba el puente conocido como Bolo de la Antigua, que tenía dos ojos. Tras dar un quiebro continuaba por detrás de la iglesia de las Angustias y antes de entrar en Portugalete pasaba por debajo del puente de Magaña –o de la Velería– siguiendo su curso por el lateral de la catedral hasta llegar al puente de las Carnicerías. Aquí el Esgueva discurría por debajo del edificio y también por debajo de la calle de Chapuceros –o Roperos de Viejo–, llamada años más tarde Bajada de la Libertad; reaparecía por la calle de Gallegos donde estaba el puente con este mismo nombre, que por esta época estaba completamente arruinado y nunca se reparó bien. Desde allí volvía a ocultarse el río bajo la calle de Platería y sus edificios para lo que se construyó un puente abovedado que servía únicamente como soporte de dicha calle y sus edificios; era un puente muy importante, objeto de un mantenimiento constante. Reaparecía de nuevo hasta encontrar la calle del Val, donde había otro puente con ese nombre, y desde allí llegaba a las inmediaciones de San Benito, donde había dos puentes, uno en la esquina con lo que fue después plaza de Poniente otro cerca de la Cárcel Real y Casa del Pescado, con dos ojos que hubo que recomponer seriamente en 1781 porque estaban bastante deteriorados y tapados con piedra y cal. El último puente de este ramal norte era el de la Cárcel o de Juan Pescador.
El ramal sur bordeaba la cerca de la ciudad a partir del Portillo de la Pólvora. El primer puente con que se encontraba era el de la Puerta de Tudela que era de mucho tráfico y hubo de ser reparada en muchas ocasiones. Desde aquí el río discurría por una gran extensión de huertas hasta llegar a la calle de Labradores, donde estaba el puente de ese nombre. Desde allí hacía una gran curva que atravesaba el barrio de San Andrés. Al final de la calle de Panaderos pasaba por debajo del puente de Zurradores desde donde describía otra curva hacia el norte y llegaba al puente del Rastro, donde estaba el edificio del matadero. Seguía su camino y atravesaba la Puerta del Campo y, cerca ya del Pisuerga, el puente del Espolón Viejo; cruzaba el Espolón y desembocaba en el Pisuerga.

### Inundaciones
El desastre de las inundaciones no era solamente por el agua sino por las inmundicias que se esparcían por todas partes causando enfermedades e incluso epidemias graves. Apenas empezada la centuria, en 1702, hubo una inundación tan grande que fue necesario el uso de barcas para recorrer la ciudad. En este caso coincidió con la inundación del Pisuerga lo que hizo que el desastre fuera todavía más grave.
En 1727 se unió también el Pisuerga en la catástrofe y se anegaron las calles de Francos (Juan Mambrilla), Esgueva, Angustias, Cantarranas, Platería, llegando el agua hasta el interior de la iglesia de la Vera Cruz. Otras inundaciones importantes tuvieron lugar en los años 1741, 1759, 1769, 1774 y 1777.

## SigloXIX
En los años 40 del siglo XIX el Ayuntamiento se mostró muy preocupado
por el estado y comportamiento de los dos ramales del Esgueva. Entre 1846 y 1850 la corporación municipal decidió hacerse cargo de la mejora del cauce norte, que era el que más disgustos ocasionaba. Se sabía que era una obra necesaria pero se venía posponiendo por falta de recursos económicos, hasta que la aparición de una epidemia de cólera hizo que el asunto se tomara con verdadera seriedad. El problema de la insalubridad y de las inundaciones era muy grave y la Junta de Sanidad declaró las obras como medida urgente.

### Soterramiento
Para paliar todos los males se pensó en el soterramiento —cubrimiento se decía en la época—; en 1848 se inició el proyecto a seguir y en enero de 1849 se establecieron los tramos que más prioridad tenían: tramo intermedio entre los puentes de Magaña, las Carnicerías y Gallegos; tramo entre Platerías y Val; tramo entre el Val y san Benito. En la propia calle de la Platería ya existía un puente soterrado para el paso del río. Junto a estas bóvedas-puente se conservaban los restos de unas antiguas aceñas medievales. Mientras tanto se iban haciendo alcantarillas que iban a desembocar en el río soterrado; de esta manera el cauce recogía las aguas sucias y las aguas de lluvia. Para las aguas sucias el Ayuntamiento recomendó y apoyó la construcción de un cuarto especial en las viviendas para que los inquilinos se acostumbraran a usar el retrete. Del puente del Val se conserva una inscripción con el nivel de crecidas que se adosó a la bóveda para dar testimonio a la posteridad. Ese mismo año se empezaron a realizar los proyectos: se hizo el desmonte de uno de los arcos de las Carnicerías y se cubrió el Portugalete. En 1853 se aprobó la obra de la prolongación del soterramiento hasta el puente de la Cárcel y en 1865 se subastó y se llevó a cabo la obra del cubrimiento del lavadero de Portugalete.
En 1870, se derribó la iglesia del Val para urbanizar y ampliar el espacio para un posible mercado. El tramo del Rastro con el encauzamiento del río y su cubrimiento fue costoso y complicado y las obras duraron varios años porque no fue la obra en sí sino los obstáculos de molinos y edificios que existían en la zona. En 1874 se terminaron las obras del Campillo de San Andrés y dos años antes la calle del Paraíso se cerró definitivamente.
El éxito del cubrimiento del ramal norte hizo pensar en continuar la obra por el ramal sur pero los tiempos cambiaron y hubo una paralización de la economía que originó una cierta lentitud en los trabajos proyectados. En 1877 Miguel Íscar es elegido alcalde y bajo su mandato se acometieron algunos cubrimientos más en tramos cortos como en el Campillo de san Andrés, calle de Niña Guapa y calle de Tudela. En 1889 se cubrieron algunos metros junto a la plaza del Caño de Argales. Pero todo lo proyectado quedó en espera porque el Ayuntamiento se dio cuenta de que nada se adelantaba si antes no se emprendía un plan de alcantarillado; era necesario una canalización para las aguas sucias y para llevar a cabo este plan se puso en contacto con el ingeniero Recaredo Uhagón —que ya anteriormente se había encargado del abastecimiento de agua potable— que accedió a la empresa.

## Plan de saneamiento
Tras un estudio minucioso sobre el estado de los dos ramales y sobre la higiene de la población el ingeniero Uhagón propuso tres puntos para comenzar: Canalización y saneamiento de la ciudad con la construcción del alcantarillado, desvío de los dos ramales, avenamiento (o drenaje) del Prado de la Magdalena. A ello añadiría lo que llamaba «saneamiento de la habitación» y proponía la adopción de un reglamento para conseguir la mejora higiénica de los habitantes, adoptar nuevas costumbres y dedicar una zona de la vivienda a esa higiene para que las aguas sucias llegaran a las nuevas alcantarillas sin mezclarse con el agua del río.
A estas propuestas añadió otra, un plan de reciclaje de las aguas sucias que se llevarían una vez depuradas al pinar de Valladolid pero estas obras se realizaron solo parcialmente por aquellos años. Se aprovechó el desnivel de la desembocadura con la idea de efectuar eléctricamente el bombeo. Primero se construyó un embalse
y una fábrica de luz (sic) más las compuertas correspondientes y las turbinas. Esta obra se terminó en 1924. En la desembocadura todavía puede verse el tinglado descrito.
Las obras sobre la propuesta de desviar completamente los dos ramales reduciéndolos a uno  se llevaron a cabo en los primeros años del siglo XX. El nuevo curso del río comenzó en el arranque del ramal sur nada más cruzar el ferrocarril que fue a unirse con el del norte antes de entrar en el Prado de la Magdalena. También se realizó el proyecto del avenamiento (o drenaje) del Prado de la Magdalena con el fin de bajar el nivel freático y facilitar el curso del ramal norte. Las obras de alcantarillado precedieron a la desviación con el fin de dejar bien preparado el desagüe de  las viviendas y de las aguas de lluvia. Una vez terminado el encauzamiento del único ramal se acometieron las obras de relleno de los antiguos cauces. Se hizo un drenaje y todo el material evacuado se volcó en una tubería de 50cm de diámetro a la que se añadieron los registros necesarios.
Así quedó el Esgueva reducido a un solo brazo que trascurre por el norte de la ciudad. En un principio parecía una desviación lejana con la intención de que no molestara a la población pero pronto sus orillas se vieron rodeadas de nuevos barrios que conocieron nuevas inundaciones en 1924 y 1936. El río no alcanzó su decoro hasta 1995 cuando se realizó el proyecto de mejora de 1992 que lo integró acertadamente en la ciudad. Se ajardinó el cauce, se trazaron paseos con árboles en ambos lados y se tendieron puentes peatonales. Finalmente se agregó mobiliario urbano e iluminación.

Río Esgueva
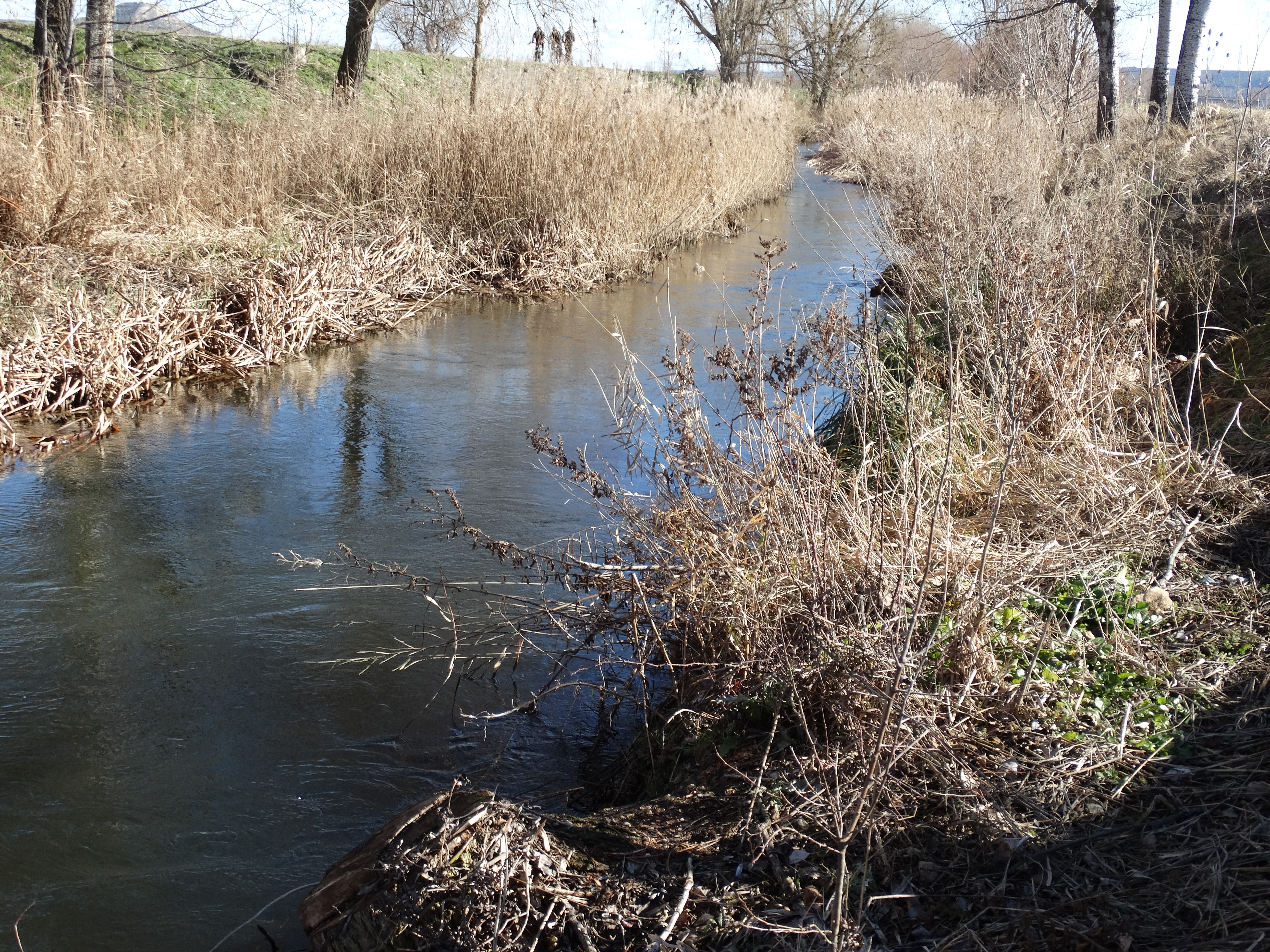
El Esgueva antes de entrar en Valladolid
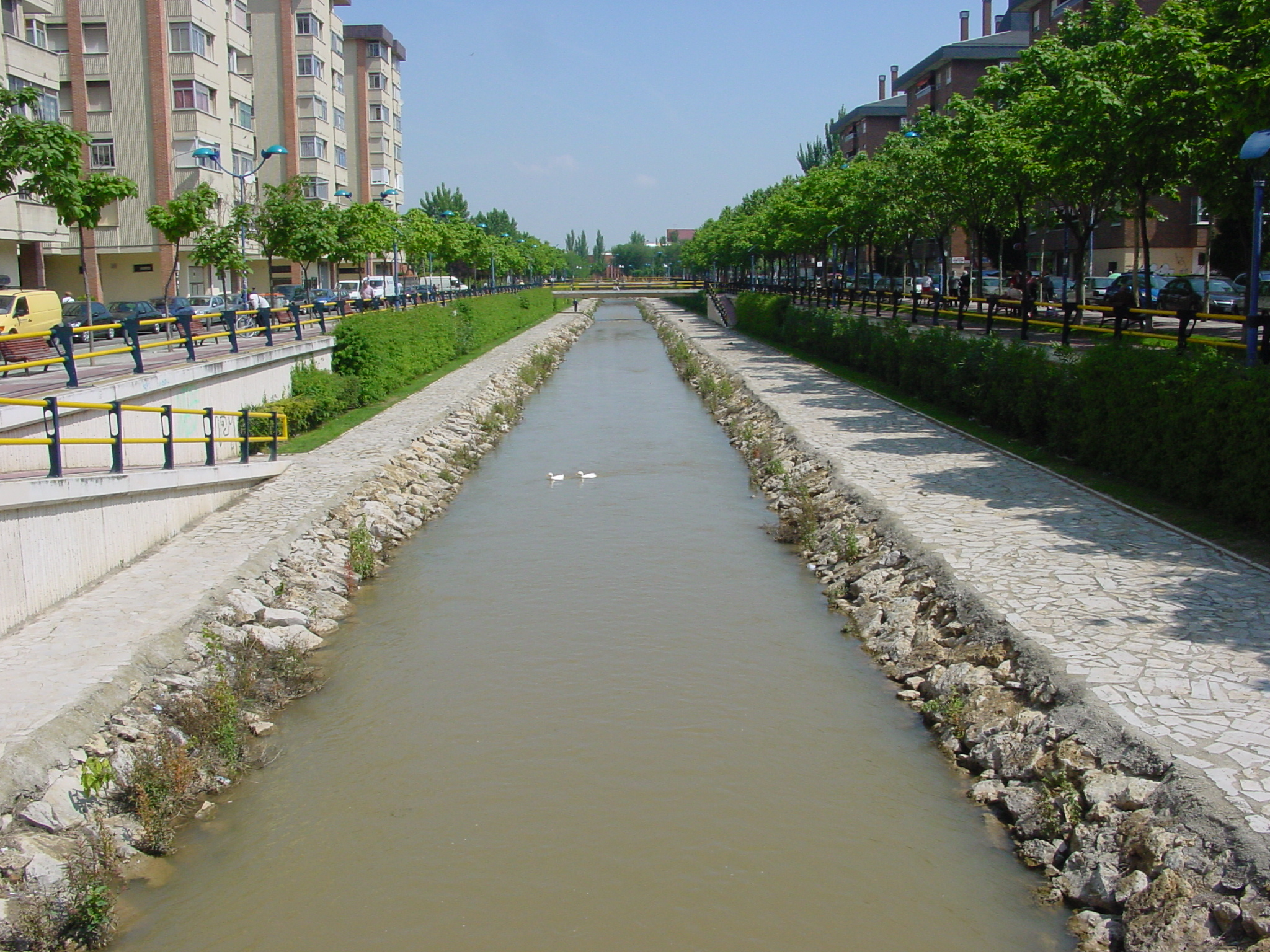
El nuevo cauce y sus orillas
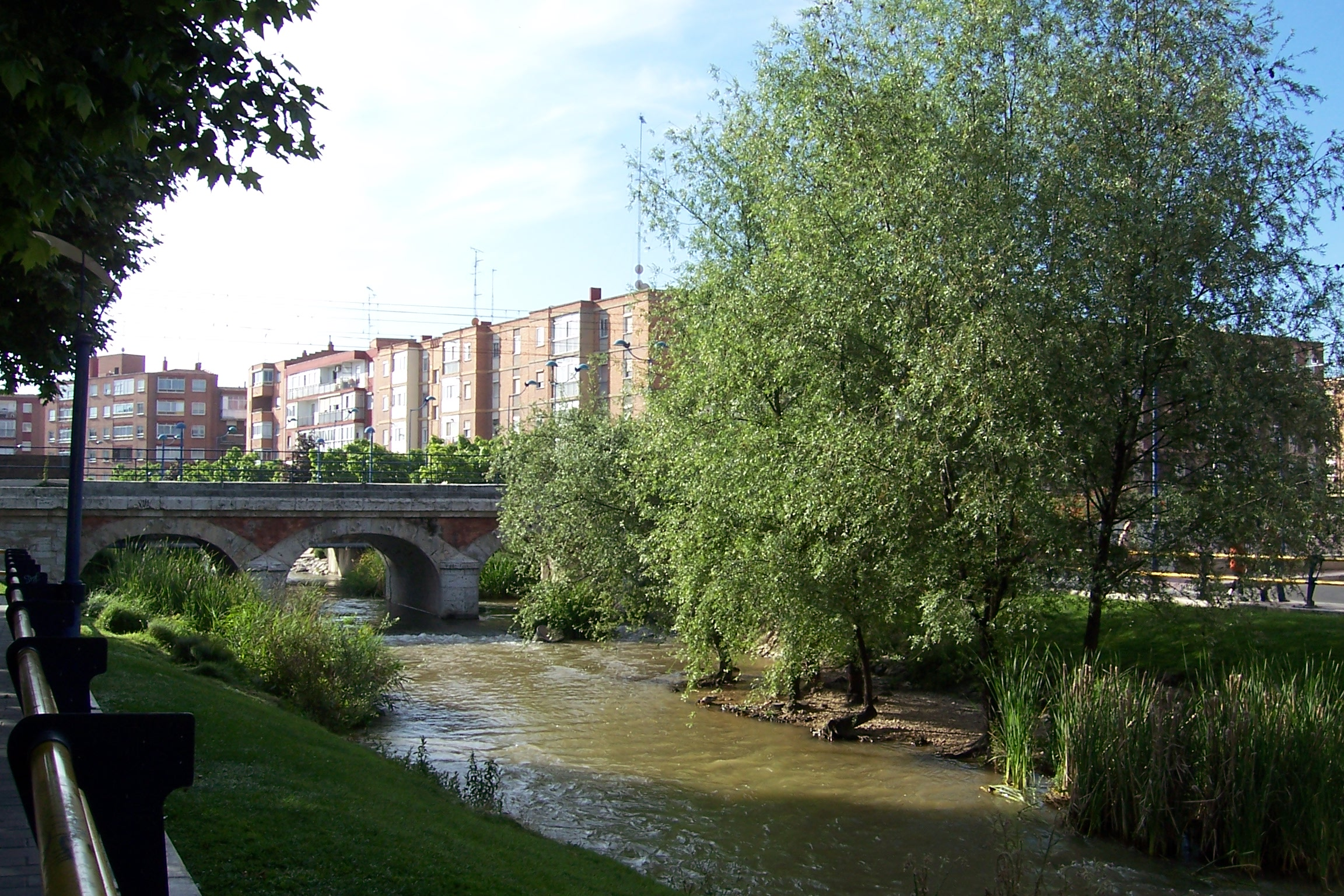
Uno de los puentes peatonales que se construyeron en el nuevo cauce

### Saneamiento de la habitación
El ingeniero Uhagón consideró que el complemento del saneamiento del río era hacer otro tanto con las viviendas por lo que hizo un llamamiento al Ayuntamiento para que obligase a los propietarios a disponer de desagües que siguieran las normas de la higiene pública. Al investigar y hacer el proyecto se dio cuenta de que en la ciudad de Valladolid el excusado no tenía cierre hidráulico ni tampoco los sumideros de cocina y que por tanto los gases de los pozos negros se escapaban por estos puntos dando lugar a enfermedades. Aconsejó seguir los reglamentos de París y Berlín y escribió unas normas de uso y colocación de los cierres hidráulicos o sifones y de cómo debía instalarse y usarse el excusado o retrete así como los sumideros de cocina, lavabos y baños, los de los patios y las bajadas de agua de lluvia.